# El lector
El lector (en alemán Der Vorleser, literalmente «el que lee en voz alta») es una novela escrita por el profesor de leyes y juez alemán Bernhard Schlink, publicada en 1995. En total, el libro ha sido traducido a treinta y nueve idiomas. El tema es el Holocausto y la forma en la que han de ser juzgados los culpables, y plantea por ello un dilema moral. Al mismo tiempo, trata del conflicto generacional de la posguerra, sobre todo en la descripción de la relación del personaje principal, un adolescente, con su padre.
El libro de Schlink fue muy bien recibido en su país natal, tal y como lo fue en los Estados Unidos, donde recibió numerosos premios. Se convirtió en la primera novela alemana en llegar al primer lugar de la lista de mejor vendidos del New York Times. A su vez, fue incluido en el currículo universitario de los cursos de la literatura sobre el Holocausto, de alemán y de literatura alemana. 
En 2008 el director Stephen Daldry dirigió la versión cinematográfica del libro, que fue nominada a cinco premios de la Academia, de los que ganó el Óscar a la mejor actriz para Kate Winslet por su interpretación de Hanna Schmitz.

## Trama
La historia está contada por el personaje principal, Michael Berg, dividida en tres partes. La acción se sitúa en Alemania en tres momentos distintos de la segunda mitad del siglo XX.
Primera parte: Es el año 1958. Michael, un joven de quince años, enfermo de ictericia está de camino a su casa. Hanna Schmitz, veintiún años mayor que él, lo ve vomitar a la puerta de su casa y tras limpiarlo le acompaña a su casa. Michael pasa los siguientes tres meses en cama luchando contra la enfermedad.
Tras curarse, Michael va a visitar a Hanna para agradecerle su ayuda y se da cuenta de que se siente atraído hacia ella. Avergonzado al ser descubierto espiándola mientras se vestía, escapa corriendo. Sin embargo, vuelve unos días más tarde. Hanna le pide a Michael que le ayude a subir carbón a su departamento, lo que le deja cubierto de hollín. Ella le prepara la bañera y le lava la ropa. Al terminar el baño, le seduce. 
Michael, entusiasmado, la visitará regularmente, y comienza así una relación primordialmente sexual. Desarrollan como ritual bañarse y después hacer el amor, antes de lo cual ella pide que le lea en voz alta, habitualmente obras de literatura clásica, entre las que se encuentran la Odisea y La dama del perrito. A pesar de que sus encuentros se hacen cada vez más frecuentes, permanecen emocionalmente distantes. De tanto en tanto, Hanna abusará verbal y físicamente de Michael.
Meses más tarde, Hanna desaparece sin dejar rastro alguno. La distancia entre ambos va creciendo a medida que Michael pasa más tiempo con sus amigos del colegio y menos con ella, por lo que se siente culpable y cree que fue algo que él hizo lo que causó la partida de Hanna. Su recuerdo arruinará toda futura relación entre Michael y cualquier otra mujer.
Segunda parte: Siete años más tarde, Michael estudia Derecho y acude con otros estudiantes y el profesor a un juicio contra criminales de guerra nazis. Un grupo de mujeres que habían servido como guardias para las SS estaban siendo juzgadas por permitir que trescientas mujeres judías murieran en el incendio de una iglesia que había sido bombardeada durante una de las marchas de la muerte del campo de concentración que estaba a su cargo, alegando haberlo hecho para su supuesta protección. Sólo sobrevivió una mujer junto a su hija, que consiguieron escapar del incendio. Al terminar la guerra, la hija había emigrado a Estados Unidos y escribió un libro sobre su vida. Por ello fue citada como testigo principal de la acusación.
Para sorpresa de Michael, Hanna es una de las acusadas, lo que lo lleva a una montaña rusa de emociones que se encuentran y desencuentran: se siente mal por haber amado a una criminal implacable y a su vez está consternado por la voluntad que tiene Hanna de aceptar toda la responsabilidad de haber supervisado a otros guardias aunque no haya pruebas definitivas.
Durante el juicio, sale a la luz que Hanna tomaba prisioneras débiles o enfermas y les pedía que le leyeran en voz alta antes de enviarlas a la cámara de gas. Michael se pregunta si Hanna lo hacía para darles a las prisioneras unos últimos días meramente tolerables o si las mandaba a la muerte para que no revelaran su secreto. Luego es acusada por las otras compañeras guardianas de ser la encargada de redactar el informe sobre lo sucedido durante el incendio. Se le pide que escriba para comparar la letra con la del informe. En el último momento, declara haberlo escrito ella, lo que provoca así su propia condena de cadena perpetua. Michael, por su parte, se da cuenta en ese momento de que ella en realidad es analfabeta y se avergüenza de reconocerlo. Antes de que se dicte la sentencia está a punto de anunciar que la conoce y que ella no sabe leer, por lo que no pudo escribir el informe, pero finalmente decide callar su secreto. Se plantea si es ético ayudarla contra su voluntad para que no se llegue a saber algo de lo que se avergüenza profundamente.
Tercera parte: Michael se ha casado, ha tenido una niña y a los cinco años se ha divorciado. Intentando apaciguar de alguna forma sus emociones, comienza a registrar en una grabadora su propia lectura de libros, y se las envía a Hanna sin ninguna carta. Hanna decide pedir en la biblioteca de la cárcel el libro que Michael le ha grabado y a partir de palabras que se repiten como los artículos empieza a aprender a leer y escribir por su cuenta, siguiendo la lectura con el libro por delante. Michael recibe cartas de Hanna, pero rehúsa responderle con algo más que las cintas, no puede hacerse a la idea de escribirle. 
En 1984 Hanna cumple su pena de 18 años y está a punto de ser puesta en libertad. Como es la única persona que mantiene contacto con ella, la dirección de la cárcel le pide que se haga cargo de ella o le encuentre casa y trabajo. Michael accede, no sin antes vacilar. El día de su liberación va a recogerla y se encuentra con que el día antes Hanna se ha suicidado, lo que deja a Michael devastado. La funcionaria le cuenta que Hanna había leído diversos libros escritos por supervivientes del Holocausto y muchos sobre los campos de concentración, y que al final le había pedido que le diera todos sus ahorros a la hija superviviente del incendio de la iglesia.
Cuando Michael va a ver a esta mujer a Nueva York, le cuenta su historia. Ella, distante y ahora enriquecida, no accede a aceptar el dinero, ya que aceptarlo sería equivalente a darle absolución, cosa que no se cree capaz de hacer. Le sugiere que puede donarlo y él decide darlo en nombre de Hanna a una organización judía de lucha contra el analfabetismo. En cambio, acepta la lata de té donde Hanna guardaba sus ahorros, porque en el campo de concentración tenía una lata parecida y se la robaron.
De regreso en Alemania, Michael lleva a su hija a ver la tumba de Hanna y empieza a contarle su historia con ella.

## Recepción
La novela recibió críticas en su mayoría favorables, tanto en el mundo de habla alemana como en sus versiones traducidas. Sobre todo se alabó el estilo preciso de Schlink, la narración tan directa y la manera tan particular de confrontar al pasado. 
Por otro lado, el autor también recibió varias críticas negativas respecto de su descripción de los crímenes nazis, que, según críticos como Jeremy Adler (del Süddeutsche Zeitung), se ven simplificados en la novela. De esta manera, Schlink estaría incurriendo en la falsificación histórica.

### Alemania
De El lector se vendieron 500 000 ejemplares en Alemania y recibió numerosos reconocimientos y premios. En 2004 la cadena de televisión ZDF publicó la lista de los 100 libros preferidos por los lectores alemanes. El lector obtuvo el puesto 14, el segundo puesto más alto alcanzado por una novela alemana contemporánea.
En 1998, El lector obtuvo el premio de literatura alemana Hans Fallada Prize.

### Traducción al inglés
En los Estados Unidos se vendieron 750 000 copias del libro, muchas de las cuales se vendieron después de que fuera incluido en el Book Club de la presentadora de televisión Oprah Winfrey, en 1999.
En Inglaterra se vendieron 200 000 ejemplares. 
El libro fue galardonado, en 1999, con el premio Boeke Prize.

## Adaptación al cine
En 2007 se anunció la filmación de El lector en su versión inglesa. La adaptación del guion corrió por parte del británico David Hare, mientras que su connacional Stephen Daldry se hizo cargo de la dirección. Ambos ya habían colaborado en la exitosa película independiente Las horas (2002). Al igual que en aquella ocasión, pensaron contar con la participación de la australiana Nicole Kidman, que, sin embargo, se declaró indispuesta por su embarazo. De esta manera, al joven actor alemán David Kross, que interpreta al joven Michael, le acompañaron los británicos Kate Winslet, como Hanna, y Ralph Fiennes, como la versión adulta de Michael. A su vez el actor suizo Bruno Ganz y la actriz sueca Lena Olin interpretaron papeles secundarios, Ganz como el profesor de leyes de Michael y Olin como la superviviente del incendio de la iglesia.
La película fue estrenada en cines en enero de 2009. Recibida exitosamente por la crítica y la audiencia, estuvo nominada a cinco premios de la Academia, de los cuales Kate Winslet se hizo acreedora al Óscar a mejor actriz principal.